# Svavar Knútur

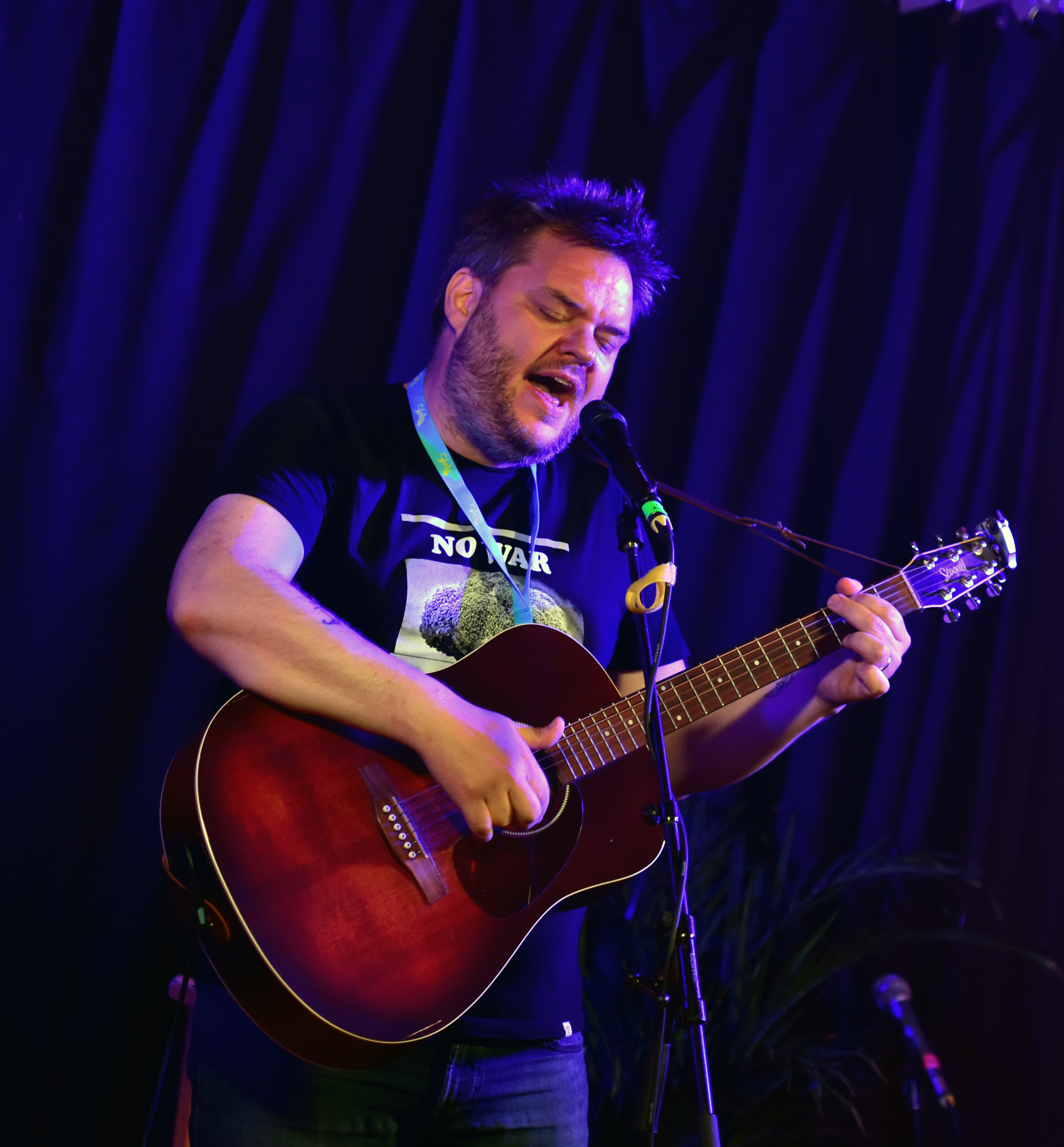
Svavar Knútur live auf dem Burg Herzberg Festival 2024

Svavar Knútur ist der Bühnenname des isländischen Singer-Songwriters Svavar Knútur Kristinsson. Er kommt von den Westfjorden und singt auf Isländisch und Englisch. Svavar Knútur war mehrfach in Europa auf Touren, ebenso in Nordamerika und Australien. Er ist Mitbegründer des Melodica Festivals und in Schleswig mehrere Male auf dem Norden Festival aufgetreten.
Svavars letztes Album Ahoy! Side A wurde im September 2018 bei Dimma and Nordic Notes veröffentlicht. Es beinhaltet fünf neue Lieder und vier Neuauflagen alter Lieder. 2024 erschien das Album Ahoy! Side B.

## Diskografie
- Kvöldvaka (Lieder bei dem Feuer) (Dimma, 2009)
- Amma (Lieder für meine Großmutter) (Beste! Unterhaltung, 2010)
- Glæður mit Kristjana Stefáns (Dimma, 2011)
- Ölduslóð (Weg der Wellen) (Beste! Unterhaltung, 2012)
- Songs of Weltschmerz, Waldeinsamkeit and Wanderlust EP (Beste! Unterhaltung; Dimma, 2015)
- Brot (The Breaking) (Nordic Notes, 2015)
- My Goodbye Lovelies (Nordic Notes, 2017)
- AHOY! SIDE A (Nordic Notes, 2018)
- Morgunn (Acoustic Version) Single (2020)
- Bil (Between) EP (Nordic Notes, 2020)
- Faðmlög with Kristjana Stefáns (Nordic Notes, 2020)
- The Tide Is Rising - Single (2021)
- Hope and Fortune - Single feat. Irish Mythen (2021)
- Unanswered - with Ward Knutur Townes (2023)
- AHOY! SIDE B (Nordic Notes, 2024)
- AHOY! Double LP (Nordic Notes, 2024)